# Walenty Śmigielski
Walenty Śmigielski (ur. 26 stycznia 1849 w Dolsku, zm. 3 marca 1906 w Gnieźnie) – polski ksiądz katolicki. 

## Życiorys
Proboszcz parafii:
- pw. Narodzenia NMP w Kotłowie w latach 1875-1878 i 1879-1881
- w Cerekwicy Starej (pow. Ostrów Wlkp.) w latach 1881-1886
- w Mącznikach koło Środy Wielkopolskiej w latach 1886-1891
- w Wolsztynie w latach 1891-1893
- pw. św. Stanisława Biskupa w Ostrowie Wielkopolskim w latach 1893-1906.

Syn Kazimierza i Zofii z Ignaszewskich. Święcenia kapłańskie otrzymał w 1875 r. w Pradze. Za czasów jego duszpasterstwa parafia ostrowska przeżyła wielki rozkwit, bowiem wybudowano wtedy nie tylko obecną konkatedrę, ale również Dom Katolicki i Konwikt Arcybiskupi.
W latach 1875-1878 był "nielegalnym" proboszczem parafii w Kotłowie. Za świadczenie posług kapłańskich bez pozwolenia władz zaborczych skazany został 17 października 1878 r. przez sąd w Kępnie na 200 dni więzienia. Karę odbywał w dniach od 1 grudnia 1878 r. do 18 czerwca 1879 r. w więzieniu w Ostrowie Wielkopolskim. Jak pisze w wydanych w 1900 r.  Wspomnieniach z kulturkampfu 1875-1878, tych 200 dni spędził w celi sąsiadującej z celą, w której w latach 1874–1876 więziony był prymas Polski Mieczysław Halka-Ledóchowski.
Członek Towarzystwa Przyjaciół Nauk od 1894 r. i Spółki Parcelacyjnej.
W latach 1870–1905 ks. Śmigielski był pod stałą inwigilacją władz zaborczych. W Archiwum Państwowym w Poznaniu znajduje się teczka osobowa ks. Walentego z raportami o jego działalności. W jednym z pism określony został jako "fanatische Pole" tzn. fanatyczny Polak.
Pochowany został na cmentarzu na Wenecji w Ostrowie. W uznaniu zasług dla miasta jedna z ulic Ostrowa nazwana została Jego imieniem.

## W kulturze
Jego postać pojawiła się w 8 odcinku "Najdłuższej wojny nowoczesnej Europy" – zagrał go Mieczysław Hryniewicz.